# Triptyque des Sept Sacrements
Le Retable des Sept Sacrements est un triptyque du peintre flamand Rogier van der Weyden et de son atelier, conservé au musée royal des Beaux-Arts d'Anvers.

## Historique
Le triptyque a été peint peu avant 1445 pour la chapelle de Jean Chevrot, évêque de Tournai, qui se situait dans la collégiale Saint-Hippolyte à Poligny.
Il entre dans les collections du musée royal des Beaux-Arts d'Anvers en 1841 à la suite du don de Florent van Ertborn, collectionneur de tableaux des primitifs flamands, qu'il lègue à sa ville natale, .

## Description
Le retable des Sept Sacrements représente les sept sacrements de l'Église catholique romaine. Sur le panneau de gauche sont représentés le baptême, la confirmation et la pénitence. Sur le panneau de droite, l'ordination d'un prêtre, le mariage et l’extrême-onction. Le panneau central, qui est probablement le seul de la main de Rogier van der Weyden, est dominé par la Crucifixion au premier plan, et le sacrement de l'Eucharistie à l'arrière-plan. Des anges survolent chaque sacrement, portant des vêtements de la couleur assortie aux sacrements, du blanc pour le baptême au noir pour les derniers sacrements. Les panneaux latéraux représentent également les commanditaires du retable. Un blason, probablement celui du commanditaire, est peint dans les écoinçons de cadre interne de la peinture.